# Aleksandar Gec
Aleksandar Gec (in serbo Александар Гец?; Belgrado, 3 marzo 1928 – Belgrado, 12 aprile 2008) è stato un cestista, allenatore di pallacanestro e dirigente sportivo jugoslavo.

## Carriera
Con la Jugoslavia ha disputato i Campionati mondiali del 1950 e due edizioni dei Campionati europei (1947, 1953).

## Palmarès

### Giocatore
- YUBA liga: 9

Stella Rossa Belgrado: 1946, 1947, 1948, 1949, 1950, 1951, 1952, 1953